# Ludovic Gherardi
Ludovic Gherardi, né le 3 juin 1971 à Oyonnax, est un pilote de rallye français. Son coéquipier est Gérard Augier et parfois Michel Di Lullo.

## Palmarès
Ses principaux résultats sont les suivants :
- trois victoires au rallye du Suran ;

- cinq victoires au rallye Ain-Jura (2005, 2007, 2010, 2013, 2014[2]) et quatre fois 2e (2004, 2008, 2009, 2011) ;

- vainqueur de la finale de la coupe de France des rallyes 2013 (avec Gérard Augier sur Ford Fiesta RRC)[3] ;

- vainqueur de la course de Serre Chevalier du Trophée Andros 2013 ;

- vainqueur du rallye de l'Épine 2013 ;

- participation au rallye Dakar 2023 où il termine 26e au général ;
- participation au rallye Dakar 2025 où il termine 51e au général;

- participation à la course de côte américaine Pikes Peak en 2025